# ТЕЦ „Агиос Димитриос“
ТЕЦ „Агиос Димитриос“ е топлоелектрическа централа край село Агиос Димитриос в Егейска Македония, Гърция.
Централата е собственост на държавната Обществена електрическа компания, като първите ѝ блокове са пуснати в експлоатация през 1984 година. Използва за гориво лигнитни въглища, добивани в открити мини в района на Кайляри и Суровичево. Има три парогенератора и пет турбини с обща мощност 1585 мегавата, което я прави най-голямата електроцентрала в страната. Има възможност за когенерация на топлинна енергия с капацитет 70 мегавата.